# Encortièth
Encortièth (francès Encourtiech) és un municipi francès, situat a la regió d'Occitània, departament de l'Arieja.